# 500 Selinur
Selinur (asteroide 500) é um asteroide da cintura principal com um diâmetro de 43,2 quilómetros, a 2,2360639 UA. Possui uma excentricidade de 0,1444568 e um período orbital de 1 543,33 dias (4,23 anos).
Selinur tem uma velocidade orbital média de 18,42347775 km/s e uma inclinação de 9,76352º.
Esse asteroide foi descoberto em 16 de Janeiro de 1903 por Max Wolf.